# Liffol-le-Grand
Liffol-le-Grand – miejscowość i gmina we Francji, w regionie Grand Est, w departamencie Wogezy.
Według danych na rok 1990 gminę zamieszkiwały 2812 osoby, a gęstość zaludnienia wynosiła 83 osób/km² (wśród 2335 gmin Lotaryngii Liffol-le-Grand plasuje się na 160. miejscu pod względem liczby ludności, natomiast pod względem powierzchni na miejscu 43.).